# Alcol O-cinnamoiltransferasi
La alcol O-cinnamoiltransferasi è un enzima appartenente alla classe delle transferasi, che catalizza la seguente reazione:
1-O-trans-cinnamoil-β-D-glucopiranosio + ROH ⇄ alchil cinnamato + glucosio
Gli alcoli accettori (ROH) includono metanolo, etanolo e propanolo. Non sono richiesti cofattori in quanto lo stesso 1-O-trans-cinnamoil-β-D-glucopiranosio è un donatore di acili ad alta energia (attivato), paragonabile ai tioesteri contenenti CoA. Il 1-O-trans-cinnamoil-β-D-gentiobiosio può anche agire come acil donatore, ma con affinità molto minore.